# Case Dismissed — The Introduction of G-Unit South
Case Dismissed — The Introduction of G-Unit South — мікстейп репера Young Buck, гостем якого є DJ Drama. Реліз містить ексклюзивні пісні, записані з участю D-Tay, Lil Murda, Hi-C, Lil Scrappy, All Star та ін.. Наразі має бронзовий статус на DatPiff (за критеріями сайту), його завантажили понад 32 тис. разів.
Виконавець назвав свій мікстейп так з двох причин: під Case Dismissed йдеться про уникнення Баком тюремного строку після інциденту, який трапився у 2004 на церемонії вручення нагород VIBE Awards; під The Introduction of G-Unit South — створення власного лейбла G-Unit South, який пізніше перейменували на Cashville Records. Реліз є одним з трьох мікстейпів, випущених для реклами майбутнього альбому репера Buck the World (інші два — Welcome to the Traphouse та Chronic 2006).

## Список пісень
| #   | Назва                                                                   | Виконавець                | Тривалість |
| --- | ----------------------------------------------------------------------- | ------------------------- | ---------- |
| 1.  | «Case Dismissed!» (Intro)                                               | Young Buck                | 1:35       |
| 2.  | «Come and Catch Me» (з участю Lil Scrappy та All Star Cashville Prince) | Young Buck                | 5:05       |
| 3.  | «You Can Get It Too» (з участю D-Tay)                                   | Young Buck                | 3:41       |
| 4.  | «Real Niggas Across the World»                                          | Young Buck                | 1:20       |
| 5.  | «Here We Come» (з участю D-Tay та 615)                                  | Young Buck                | 3:13       |
| 6.  | «I Need a Freak»                                                        | Young Buck                | 4:07       |
| 7.  | «Move It Like I Do» (з участю D-Tay та Hi-C)                            | Young Buck                | 3:35       |
| 8.  | «Once a Month»                                                          | Young Buck, DJ Drama      | 0:33       |
| 9.  | «Postin' Up» (з участю Shannon Sanders)                                 | Young Buck                | 3:21       |
| 10. | «Where the Haters At» (з участю All Star Cashville Prince та 615)       | Young Buck                | 3:25       |
| 11. | «I'll Be Back»                                                          | Young Buck                | 3:45       |
| 12. | «Let's Get Dirty» (з участю D-Tay та 615)                               | Young Buck                | 2:39       |
| 13. | «G-Unit South» (з участю Hi-C)                                          | Young Buck                | 2:46       |
| 14. | «G Shit»                                                                | All Star Cashville Prince | 1:35       |
| 15. | «Hood Love»                                                             | Young Buck                | 3:18       |
| 16. | «Money in the Bank» (з участю Young Buck)                               | Lil Scrappy               | 3:54       |
| 17. | «Sippin' Purp» (з участю D-Tay)                                         | Young Buck                | 3:29       |
| 18. | «Pop a Pill» (з участю D-Tay та 615)                                    | Young Buck                | 3:13       |
| 19. | «We the Fuck Outta Here»                                                | Young Buck                | 1:45       |
| 20. | «War Witcha Homeboy»                                                    | Young Buck                | 3:20       |
| 21. | «Shout Out to Pimp C & Project Pat»                                     | Young Buck                | 0:55       |